# Cala del Pinar
La Cala del Pinar o Cala del Faralló és una cala que es troba al municipi valencià de Vinaròs, a la costa dels Tarongers. El topònim fa referència al bosc mediterrani de pins que envolta la cala.